# هاردی (ویرجینیا)
هاردی (به انگلیسی: Hardy) یک منطقهٔ مسکونی در ایالات متحده آمریکا است که در شهرستان بدفورد، ویرجینیا واقع شده‌است. هاردی ۳۰۳٫۸۹ متر بالاتر از سطح دریا واقع شده‌است.